# Уиллис, Чак
Чак Уиллис (Chuck Willis; наст. имя — Харольд Уиллис; 31 января 1928, Атланта, Джорджия, — 10 апреля 1958, Чикаго, Иллинойс) — американский музыкант, певец и автор песен, исполнитель блюза, ритм-энд-блюза и рок-н-ролла. Широкую известность Уиллису в 1957 году принесло исполнение блюзового стандарта «C.C. Rider». В числе его наиболее известных собственных композиций — «I Feel So Bad» (вошедшая в репертуары Элвиса Пресли, Литтл Милтона и Отиса Раша) и «It’s Too Late» (её исполняли, в числе прочих, Бадди Холли, Чарли Рич, Отис Реддинг и Рой Орбисон). Чак Уиллис, страдавший от язвы желудка, скончался во время операции от перитонита в Чикаго, в год, когда находился в зените славы. Большой успех имели выпущенные посмертно песни «What Am I Living For», «Hang Up My Rock and Roll Shoes» (1958), а также «My Life» и «Keep A-Driving» (1959).